# 인터넷 준실명제
인터넷 준실명제는 2021년 4월 27일 과학기술정보방송통신위원회 정보통신방송법안심사소위원회에서 통과된 법률이다. 이 법은 대한민국의 기반을 둔 일일 평균 이용자 수가 10만명 이상인 정보통신서비스 제공자에게 작성자의 계정명을 공개하도록 강제한다.

## 내용
2021년 4월 27일 과학기술정보방송통신위원회 정보통신방송법안심사소위원회에서 통과된 정보통신망법 개정안은 일일 평균 이용자 수가 10만명 이상인 정보통신서비스 제공자(=인터넷 웹사이트)에서 게시물 작성자의 닉네임을 공개하도록 강제한다. 이를 지키지 않을 경우 3000만원의 과태료를 물게 된다.

## 비판과 논란
2012년에 헌법재판소에서 위헌을 받은 제한적 본인 확인제(=인터넷 실명제)와 유사하다는 지적이 있다. 이와 비슷한 사유로 대한민국 방송통신위원회, 대한민국 과학기술정보통신부, 개인정보보호위원회는 인터넷 준실명제를 반대했다.
또한 해당 법은 효과가 전무하며, 표현의 자유를 침해한다는 사유로 여러 시민단체 등이 반대하였다. 오픈넷, 진보네트워크센터, 참여연대는 인터넷 준실명제가 '악플의 정의가 어디까지인지 정확하지 않으며, 아이디 공개의 의무화는 아이디 확인을 위한 개인 정보의 수집이 강제되어 2012년 위헌 판결을 받은 인터넷 실명제와 다르지 않다. 또한 대부분의 대한민국 인터넷 웹사이트들은 본인 확인제도 등으로 사실상 인터넷 실명제와 다름없다. 다양한 의견 교환을 억제하고 의사 표현 자체를 위축시켜 민주주의의 핵심인 자유로운 의견 형성을 방해한다.'는 설명을 냈다. 또한 아이디만 공개하더라도 인터넷 실명제와 같다는 지적도 있다.
해당 법은 Facebook, Twitter 등 대한민국의 기반을 두지 않은 SNS에는 아무 소용이 없다는 점도 비판받는다. 2007년 도입된 인터넷 실명제는 악플 감소 효과가 별로 없었다.